# Gestion de bureau
La gestion de bureau (en anglais : office management) est une profession qui implique la conception, la mise en œuvre, l'évaluation et la maintenance du processus de travail au sein d'un bureau ou d'une autre organisation, afin de maintenir et d'améliorer l'efficacité et la productivité.
Le métier d'office manager ou de responsable de bureau est centré sur l'organisation interne et externe du bureau et des ressources humaines.

## Origines et description
Le terme d'office manager en anglais est ancien,, même si selon Julie Le Bolzer il apparrait dans les années 2000 en France. Selon elle l'office manager est une :
« Sorte d'assistant de direction aux responsabilités étendues, [qui] facilite le quotidien des collaborateurs en gérant les services généraux, en apportant un support administratif et en relayant en interne les informations relatives à la vie de l'entreprise »

## Responsabilités
Une personne Office manager (responsable de bureau) est chargée de la gestion globale des activités liées au bureau, en se concentrant généralement sur des résultats spécifiques tels que l’amélioration des délais, du chiffre d’affaires, des résultats, des ventes, etc. Elle peut superviser ou gérer une équipe, est en contact avec des acteurs externes et internes, recruter et former des employés et leur attribuer des tâches. En tant que tel, le rôle est varié et inclut souvent des responsabilités telles que  les ressources humaines, la comptabilité, la gestion des évènements, le facility management, la gestion et l'organisation documentaire, la gestion des contrats et des système de gestion d'informations, la sécurité et santé au travail, la paie, la culture d'entreprise, la gestion de projet et le marketing,.